# Slobidka, Terebovlea
Slobidka (în ucraineană Слобідка, poloneză Słobódka Janowska) este un sat în comuna Dolîna din raionul Terebovlea, regiunea Ternopil, Ucraina.

## Demografie
Componența lingvistică a localității Slobidka
     Ucraineană (100%)
Conform recensământului din 2001, toată populația localității Slobidka era vorbitoare de ucraineană (100%).